# Guitar Hero: Van Halen
Guitar Hero: Van Halen es uno de los juegos de la serie Guitar Hero (serie). Como en los juegos anteriores Guitar Hero: Aerosmith y Guitar Hero: Metallica, el juego contiene 28 canciones de Van Halen junto con 19 canciones adicionales de artistas que inspiraron y/o trabajaron con la banda. El juego salió a la venta para PlayStation 2, PlayStation 3, Xbox 360, y Wii el 22 de diciembre de 2009, en Estados Unidos, y durante el 2010 en Europa. Sólo en los Estados Unidos, Guitar Hero: Van Halen fue incluido de regalo junto con Guitar Hero 5 como promoción por su reserva en tiendas, aunque se puso a la venta posteriormente. El juego fue creado por Underground Development, con gran parte de los códigos creados por Neversoft y Budcat Creations. El juego es publicado por Activision Blizzard.

## Desarrollo
Aunque el juego fue formalmente anunciado el 7 de mayo de 2009, muchas fuentes afirmaban que el juego ya estaba en desarrollo USK, la compañía Alemana para puntuar juegos, posteo que ya se hablaba de un juego de Van Halen para la serie.
Para el mes de septiembre de 2009, ya la gente estaba reservando avances del nuevo Guitar Hero 5.

## Juego
El Guitar Hero: Van Halen es similar a su predecesor, Guitar Hero: Metallica, con soporte para 4 jugadores, con guitarra, bajo, batería, y vocalista. El juego no incluye algunas de las innovaciones del Guitar Hero 5, como el juego drop-in/drop-out. 
Solo los miembros actuales de la banda—Eddie Van Halen, David Lee Roth, Alex Van Halen y Wolfgang Van Halen—son posibles de usar; los otros miembros, como Sammy Hagar, Michael Anthony y Gary Cherone no están incluidos. Los integrantes están representados por sus "look" actuales, pero completando desafíos en el juego, se pueden ir adaptando a sus "look" anteriores; estas adaptaciones también están disponibles para Wolfgang Van Halen, quien todavía no nacía en esa época.

## Canciones
Contiene 47 canciones en total, entre las de Van Halen y otras bandas. Las canciones de Van Halen fueron tomadas del periodo durante el cual David Lee Roth era el vocalista en la banda, y no incluye ninguna del periodo en que Sammy Hagar era integrante;
| Año  | Título                         | Artista                 | Lugar               |
| ---- | ------------------------------ | ----------------------- | ------------------- |
| 1978 | "Ain't Talkin' 'Bout Love"     | Van Halen               | 3. West Hollywood   |
| 1980 | "And the Cradle Will Rock..."  | Van Halen               | 3. West Hollywood   |
| 1978 | "Atomic Punk"                  | Van Halen               | 5. New York City    |
| 1979 | "Beautiful Girls"              | Van Halen               | 9. The Netherlands  |
| 2005 | "Best of You"                  | Foo Fighters            | 2. Los Angeles      |
| 1982 | "Cathedral"                    | Van Halen               | 10. The Early Years |
| 2007 | "Come to Life"                 | Alter Bridge            | 6. Berlín           |
| 1979 | "Dance the Night Away"         | Van Halen               | 5. New York City    |
| 2002 | "Dope Nose"                    | Weezer                  | 6. Berlín           |
| 1978 | "Double Vision"                | Foreigner               | 6. Berlín           |
| 2004 | "The End of Heartache"         | Killswitch Engage       | 4. Rome             |
| 1978 | "Eruption"                     | Van Halen               | 7. Dallas           |
| 1980 | "Everybody Wants Some!!"       | Van Halen               | 3. West Hollywood   |
| 1978 | "Feel Your Love Tonight"       | Van Halen               | 7. Dallas           |
| 2001 | "First Date"                   | Blink-182               | 4. Rome             |
| 1982 | "Hang 'Em High"                | Van Halen               | 9. The Netherlands  |
| 1981 | "Hear About It Later"          | Van Halen               | 5. New York City    |
| 1984 | "Hot for Teacher"              | Van Halen               | 10. The Early Years |
| 1978 | "Ice Cream Man"                | Van Halen               | 7. Dallas           |
| 1978 | "I'm the One"                  | Van Halen               | 10. The Early Years |
| 1989 | "I Want It All"                | Queen                   | 6. Berlín           |
| 1982 | "Intruder/(Oh) Pretty Woman"   | Van Halen               | 3. West Hollywood   |
| 1978 | "Jamie's Cryin'"               | Van Halen               | 3. West Hollywood   |
| 1984 | "Jump"                         | Van Halen               | 5. New York City    |
| 1982 | "Little Guitars"               | Van Halen               | 7. Dallas           |
| 1980 | "Loss of Control"              | Van Halen               | 9. The Netherlands  |
| 2006 | "Master Exploder"              | Tenacious D             | 6. Berlín           |
| 1981 | "Mean Street"                  | Van Halen               | 10. The Early Years |
| 2004 | "Pain"                         | Jimmy Eat World         | 4. Rome             |
| 1990 | "Painkiller"                   | Judas Priest            | 8. London           |
| 1984 | "Panama"                       | Van Halen               | 1. Van Halen Intro  |
| 1998 | "Pretty Fly (for a White Guy)" | The Offspring           | 2. Los Angeles      |
| 1995 | "Rock and Roll Is Dead"        | Lenny Kravitz           | 4. Rome             |
| 1980 | "Romeo Delight"                | Van Halen               | 9. The Netherlands  |
| 1978 | "Runnin' with the Devil"       | Van Halen               | 1. Van Halen Intro  |
| 1978 | "Safe European Home"           | The Clash               | 2. Los Angeles      |
| 1997 | "Semi-Charmed Life"            | Third Eye Blind         | 4. Rome             |
| 2007 | "Sick, Sick, Sick"             | Queens of the Stone Age | 8. London           |
| 1981 | "So This Is Love?"             | Van Halen               | 10. The Early Years |
| 1979 | "Somebody Get Me a Doctor"     | Van Halen               | 9. The Netherlands  |
| 1972 | "Space Truckin'"               | Deep Purple             | 8. London           |
| 1979 | "Spanish Fly"                  | Van Halen               | 10. The Early Years |
| 2003 | "Stacy's Mom"                  | Fountains of Wayne      | 2. Los Angeles      |
| 2007 | "The Takedown"                 | Yellowcard              | 8. London           |
| 1981 | "Unchained"                    | Van Halen               | 5. New York City    |
| 1982 | "White Wedding (Part 1)"       | Billy Idol              | 2. Los Angeles      |
| 1978 | "You Really Got Me"            | Van Halen               | 7. Dallas           |

## Recepción y crítica
Guitar Hero Van Halen obtuvo unas notas moderadas con respecto a otros títulos de la serie. El juego acompañó al lanzamiento de Guitar Hero 5 en los Estados Unidos, e incluso se incluyó como regalo a todos aquellos jugadores que reservaron la quinta entrega en tiendas especializadas, aunque posteriormente se lanzó como un título normal, pero a precio reducido. Esto no sucedió en el resto de países como Europa, que fue lanzado directamente un tiempo después de Guitar Hero 5 a un precio de salida estándar. Por otro lado, las novedades incluidas en Guitar Hero 5 no fueron incluidas en Guitar Hero Van Halen, ya que éste posee una estructura de juego idéntica a títulos más viejos de la serie como Guitar Hero World Tour.
También los jugadores se mostraron algo decepcionados por varias razones. Para empezar, por los escasos temas de Van Halen disponibles, ya que una inmensa mayoría de la lista de canciones pertenecen a otros grupos como Offspring o Queen que poco o nada tienen que ver con Van Halen. Además, Guitar Hero Van Halen carece de vídeos de entrevistas o conciertos, tal y como se vio en otros títulos temáticos como Guitar Hero Metallica o Guitar Hero Aerosmith. También los jugadores se mostraron molestos por no incluir los temas interpretados por Sammy Hagar, por lo que el juego se queda sin una importante parte de la historia musical de Van Halen. Por último, Guitar Hero Van Halen no posee ninguna opción para importar canciones de otros juegos de la serie, algo que tampoco fue del agrado de los seguidores.